# 19433 Naftz
19433 Naftz è un asteroide della fascia principale. Scoperto nel 1998, presenta un'orbita caratterizzata da un semiasse maggiore pari a 2,6608061 UA e da un'eccentricità di 0,0319326, inclinata di 2,50155° rispetto all'eclittica.